# Torneio de tênis de Madri
O torneio de tênis de Madri compreende os eventos profissionais de tênis que acontecem ou aconteceram em Madri, na Espanha. No calendário de elite, é combinado masculino e feminino desde 2009.
Atualmente, possui o nome comercial de Mutua Madrid Open e recebe os seguintes torneios:
- ATP de Madri, torneio masculino organizado pela Associação de Tenistas Profissionais, na categoria ATP Masters 1000;
- WTA de Madri, torneio feminino organizado pela Associação de Tênis Feminino, na categoria WTA 1000.